# Caterham Cars
Caterham Cars (Кейтэрэм или Кейтрэм карз) — британский производитель спортивных автомобилей и автомобильных наборов, базирующийся в Кейтерхеме (Суррей, Англия), в честь которого назван.

## История
С момента основания и до 1973 года компания Caterham Cars являлась одним из основных дилеров компании Lotus Cars (а с 1967 года Caterham Cars стала эксклюзивным дистрибьютером Lotus Seven). В 1973 году ей переходят все права на изготовление и продажу модели Lotus Seven. Первый автомобиль компании — Caterham 7 — являлся точной копией Lotus Seven не четвёртой (последней на тот момент), а третьей, «классической», серии. Компания Caterham Cars Ltd является единственным законным наследником Lotus Seven. Конструкция автомобиля постоянно совершенствуется.
В 1987 году производство было перенесено в Дартфорд (Кент, Англия). В Кейтереме остался лишь головной офис и небольшой шоу-рум.
В 2011 году компанию приобрёл владелец формульной команды Team Lotus Тони Фернандес, после чего она вошла в холдинг Caterham Group.
C 2012 года команда «Формулы-1» Team Lotus стала выступать в чемпионате под именем Caterham F1 Team.

## Модели

### Caterham 7

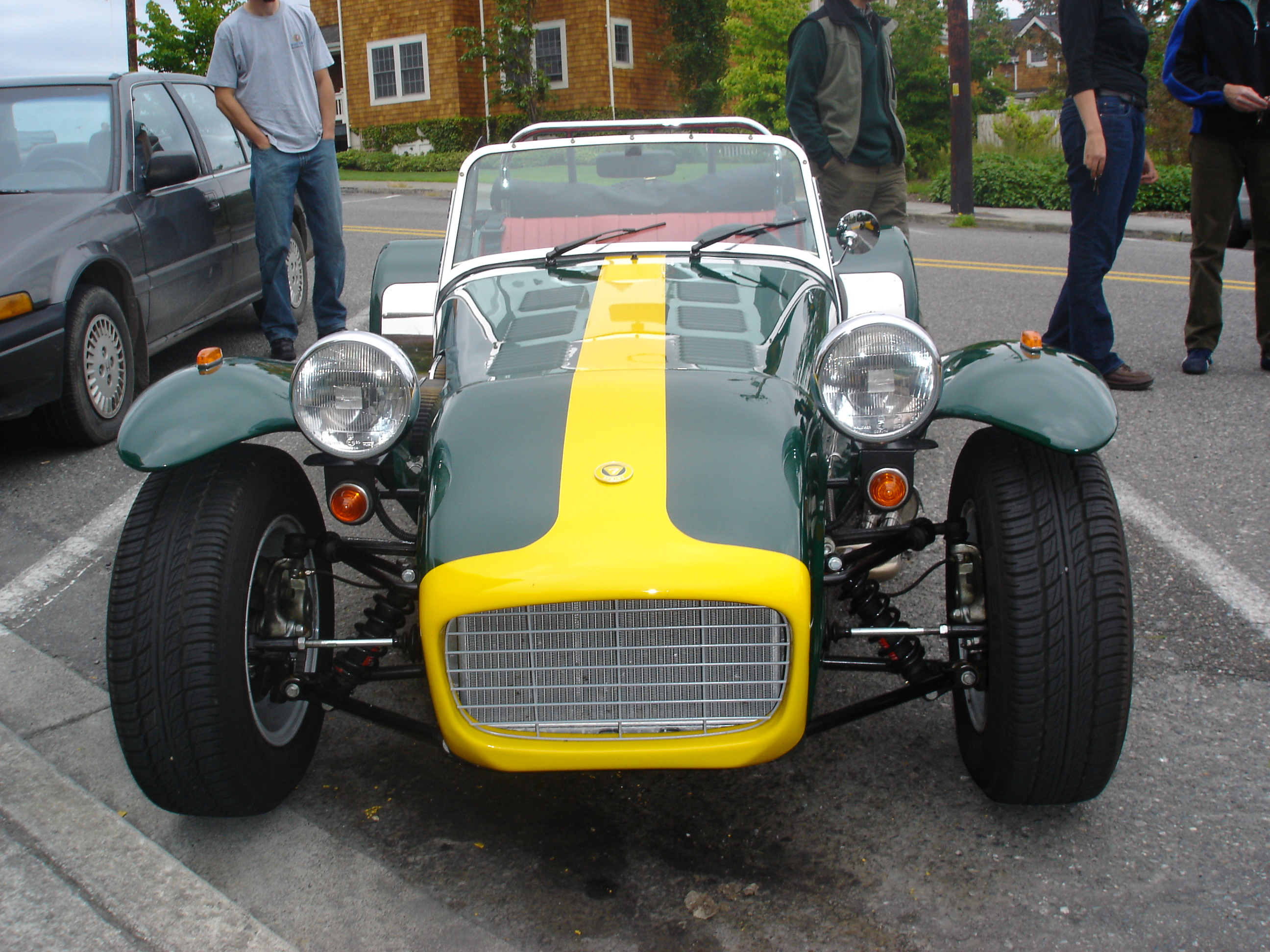
Caterham 7

Caterham 7 — небольшой лёгкий двухместный спортивный автомобиль с открытым верхом, выпускаемый компанией Caterham Cars с 1973 года.

### Caterham 21

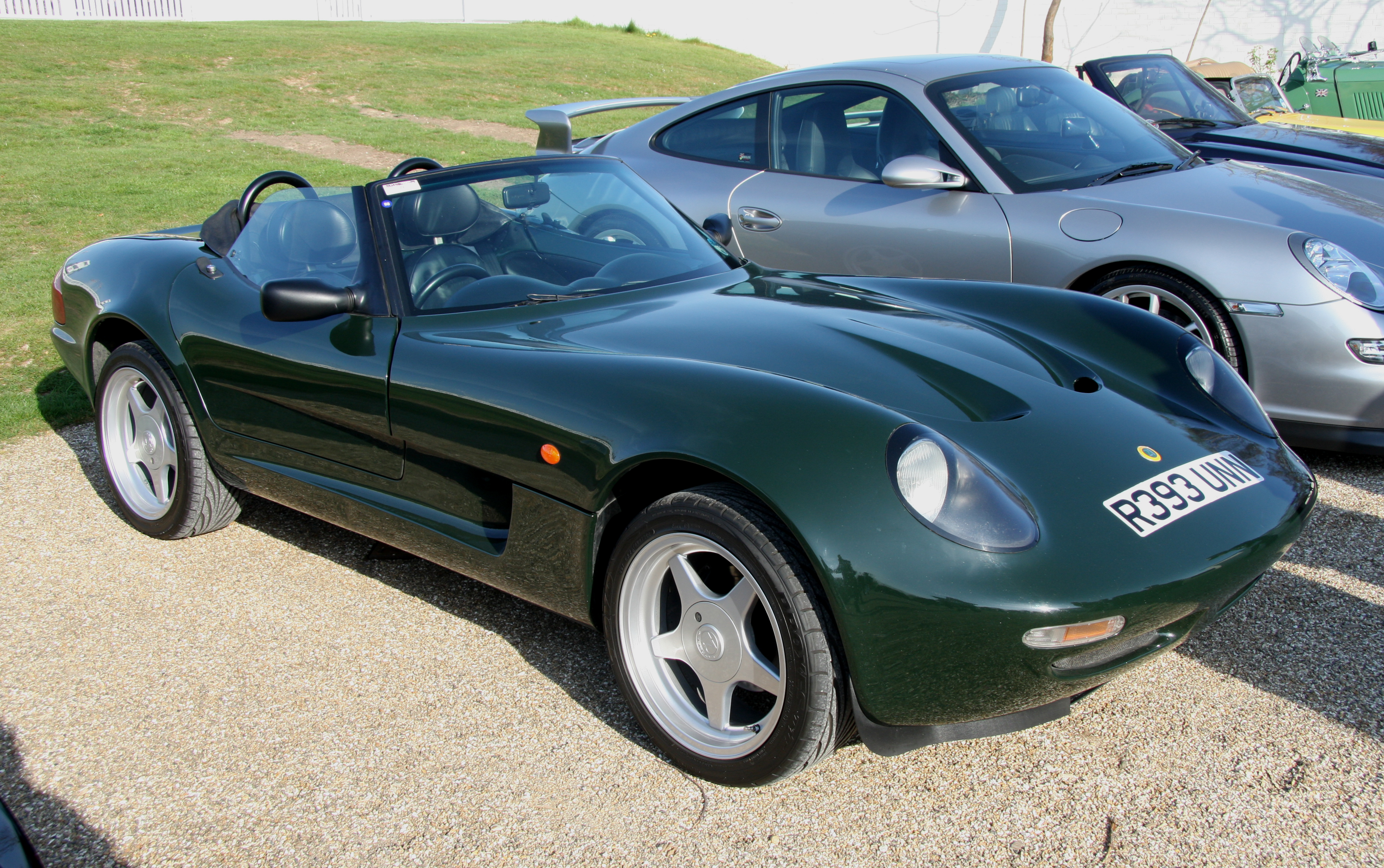
Caterham 21

В 1994 году компания Caterham выпустила модель под названием '21'. Механически модель 21 была очень похожа на модель 7, в ней использовалось модифицированное шасси с пространственной рамой 7 и новый кузов в стиле родстера из стеклопластика, включая обшивку.  - вокруг лобового стекла и откидной тканевый капюшон (складной верх) производства Oxted Trimming Company.
Модель 21 имела значительно более жесткую конструкцию, чем модель 7, благодаря работе над шасси и полному кузову.  Комфорт был представлен в том же минималистском стиле, что и 7, с добавлением ровно столько, чтобы сделать его настоящим родстером, не добавляя при этом слишком большого веса.
Caterham, однако, недооценила усилия, затраченные на создание совершенно нового автомобиля, и с момента его создания потребовалось слишком много времени, чтобы доставить первые автомобили клиентам, поскольку многие люди, внесшие залог, перешли на Lotus Elise и другие автомобили.  Первые использовались в качестве «прототипов», оставляя клиентам возможность помочь сгладить некоторые недостатки нового автомобиля.
Caterham 21 никогда не продавался особенно хорошо: всего было выпущено всего 48 экземпляров.

### Caterham SP/300.R

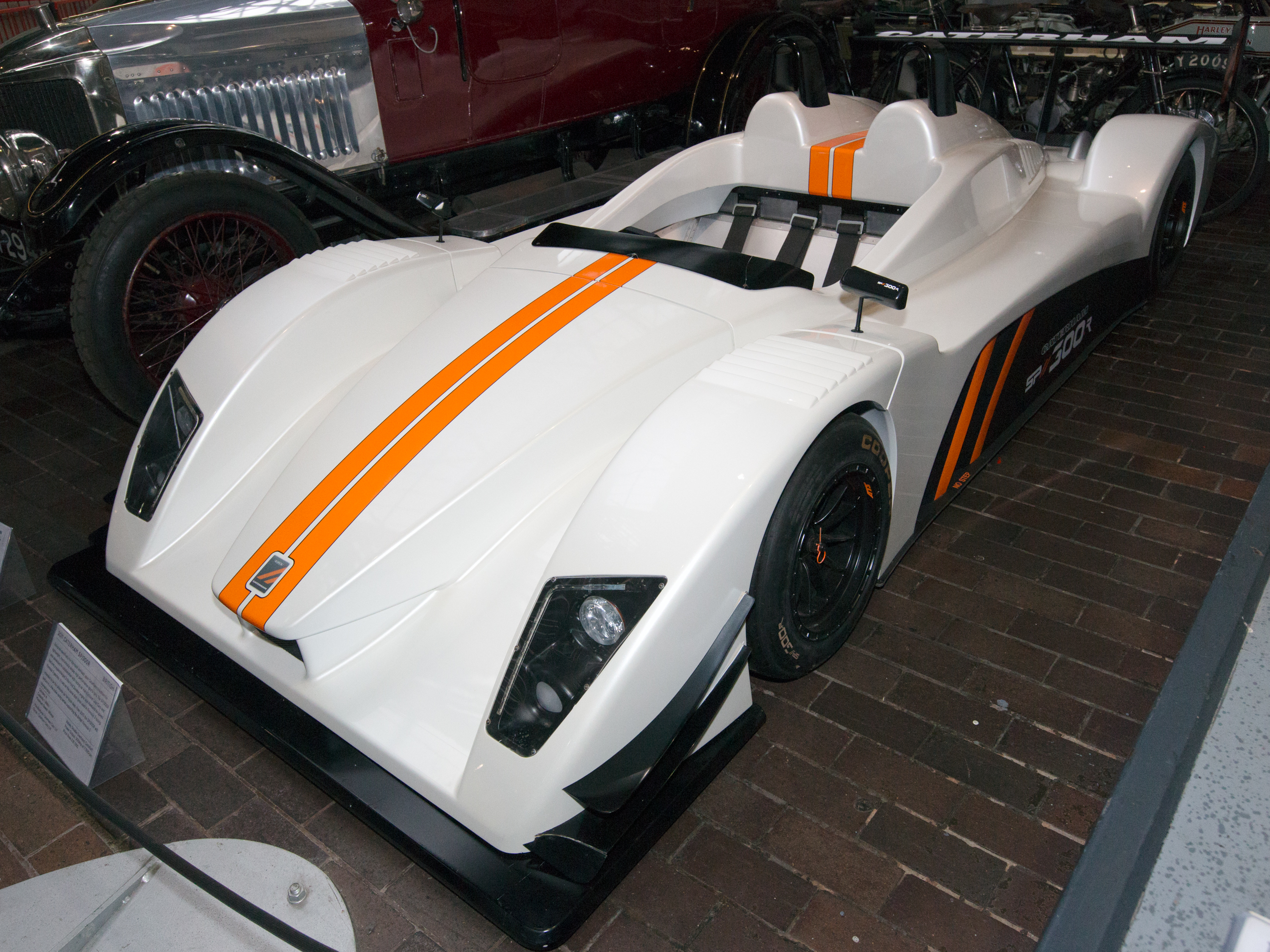
Caterham SP/300.R

SP/300.R — это новая модель, разработанная Caterham совместно с Lola Cars.  SP/300.R представляет собой ограниченную серию с ограниченным выпуском до 25 экземпляров в год.

### Caterham Project V

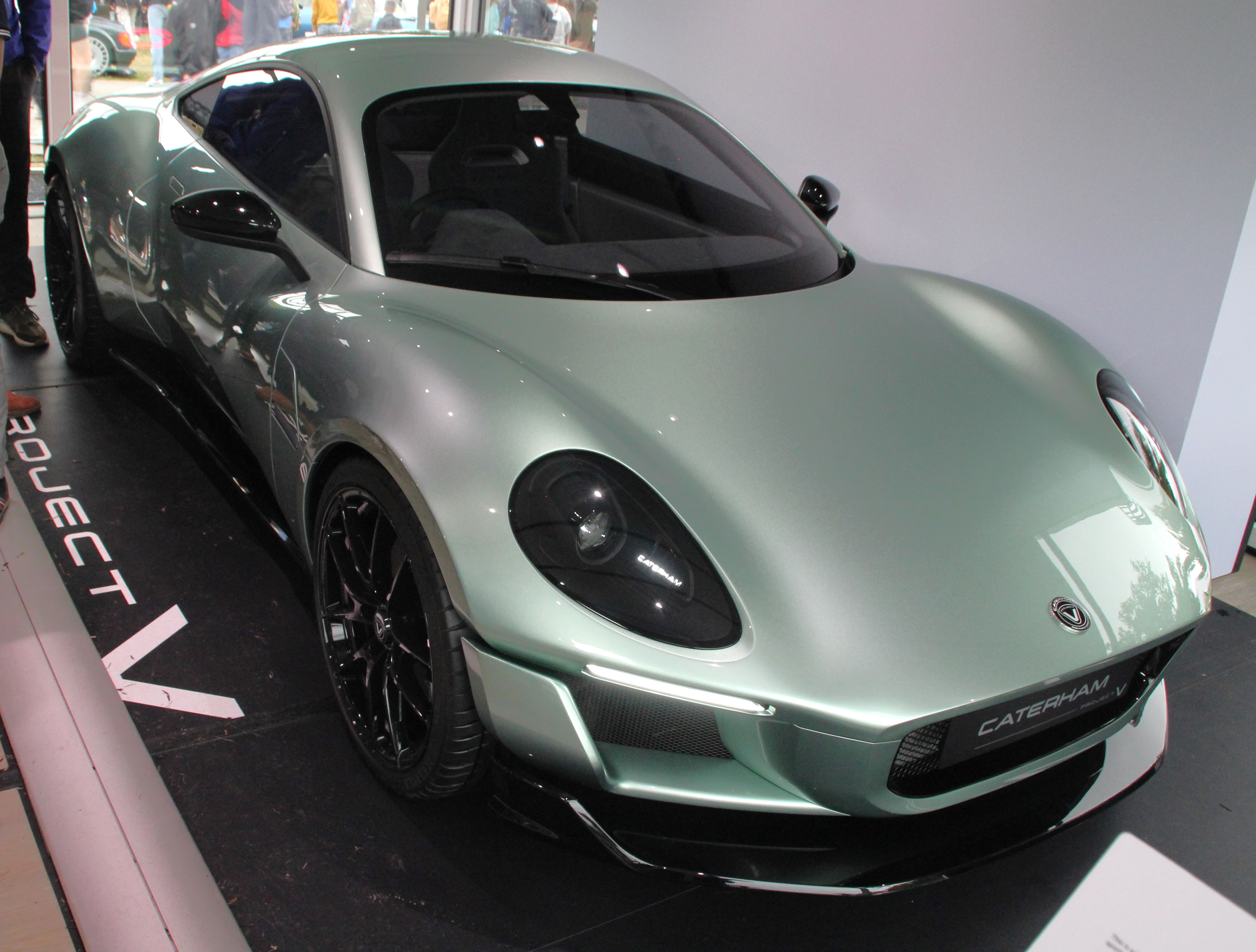
Caterham Project V

Caterham Project V — это первый электромобиль компании.